# (35309) 1996 YF3
1996 YF3 (asteroide 35309) é um asteroide da cintura principal. Possui uma excentricidade de 0.13839300 e uma inclinação de 13.71673º.
Este asteroide foi descoberto no dia 24 de dezembro de 1996 por Beijing Schmidt CCD Asteroid Program em Xinglong.